# Estado de derecho en el Reino Unido
El estado de derecho es uno de los principios fundamentales del derecho consuetudinario de gobierno del Reino Unido más arraigados, que data de la Carta Magna de 1215, en particular la jurisprudencia tras su nueva redacción a finales del siglo XIII. Como mínimo, somete a un monarca (ejecutivo) por lo demás absoluto y a todas las personas libres dentro de sus jurisdicciones, principalmente las de Inglaterra y Gales, Escocia e Irlanda del Norte a doctrinas legales conocidas como los principios generales del derecho. Ha evolucionado para trabajar solo junto con la aplicación igualitaria de la ley a todas las personas libres, «igualdad ante la ley» y dentro del marco de la monarquía constitucional apoya la doctrina legal de la soberanía parlamentaria. Exactamente lo que implica más allá de esto y la forma en que se aplican los diferentes aspectos del principio del estado de derecho, depende de la situación y la época específicas.
Entre los académicos reconocidos en este campo se encuentran Albert Dicey, Joseph Raz (basándose en los pensamientos de Friedrich Hayek ) y Trevor Allan, quienes han propuesto ideas contrastantes sobre el alcance del estado de derecho: específicamente, si el énfasis está en la forma legal o en el contenido sustantivo y normativamente si debería serlo.

## Ideas
El estado de derecho se enfatiza a través de muchas ideas separadas. Entre ellos se encuentran la ley y el orden en contraste con la anarquía ; el funcionamiento del gobierno de acuerdo con la ley (es decir, «gobierno legal») y la discusión normativa sobre los derechos del estado en comparación con el individuo. Albert Venn Dicey describió el estado de derecho como actuando de tres maneras: el predominio del derecho regular frente a la influencia del poder arbitrario; igualdad ante la ley; y que las leyes constitucionales no son la fuente sino la consecuencia de los derechos de las personas.
El control específico del poder arbitrario es su concepto más antiguo y definitivo como consecuencia de la Carta Magna y su subproducto, el primer Parlamento representativo de Inglaterra (y poco después oficialmente conocido como Inglaterra de Gales), que negó por primera vez desde el Rey los poderes completamente ilimitados que antes ejercían los monarcas absolutos más poderosos en el trono. La cláusula clave del documento se ha traducido sistemáticamente del latín idéntico, aunque abreviado.
En el siglo XIV, esto fue interpretado por el Parlamento como garantía de juicio por jurado.
De manera similar, en Escocia, se desarrolló un parlamento. Antes de su unión con Inglaterra y Gales en 1707, el Parlamento de Escocia fue retratado durante mucho tiempo como un organismo constitucionalmente defectuoso que actuaba simplemente como un sello de goma para las decisiones reales, pero las investigaciones realizadas a principios del siglo XXI han descubierto que desempeñó un papel activo en asuntos escoceses, y a veces fue una espina clavada en el costado de la Corona escocesa .
La aplicación de la doctrina del habeas corpus se logró ampliamente en el siglo XVII, sin embargo, con la esclavitud principalmente en las colonias, no fue hasta los éxitos del abolicionismo en el Reino Unido, la Ley de trata de esclavos de 1807 y la Ley de abolición de la esclavitud de 1833, que la igualdad ante la ley en todo el Imperio se logró en un sentido legal formal a este respecto.
La Declaración de Derechos de 1689 y la Acta de Establecimiento de 1701 impusieron restricciones al monarca y, bajo la doctrina de la soberanía parlamentaria, le correspondió al Parlamento imponer sus propias convenciones constitucionales que involucren al pueblo, el monarca (o los Secretarios de Estado en el gabinete y el Consejo Privado) y el sistema judicial. Todos estos tres grupos de instituciones han demostrado ser cautelosos a la hora de molestar u ofender a los demás, adoptando convenciones diseñadas para garantizar su integridad a largo plazo y, por lo tanto, su autopreservación.
Después de que se delegaran decisiones ejecutivas ordinarias, como a un primer ministro reconocido y un sistema de gabinete de mediados del siglo XVIII, a raíz de la Declaración de Derechos de 1689 en la Revolución Gloriosa, los tribunales superiores establecieron jurisprudencia que afianzó las doctrinas crecientes del proyecto de ley inscrito gobierno y soberanía parlamentaria . A cambio, el Parlamento ha aceptado la capacidad de los tribunales superiores para declarar ilegal la nueva legislación basada en el Tratado, por ejemplo, la Ley de Marina Mercante de 1988 en las decisiones de Factortame I y IV y acciones ejecutivas en revisiones judiciales a menudo basadas en la Ley de Derechos Humanos 1998 (y a su vez o por separado la Declaración Universal de Derechos Humanos y Pactos Internacionales). Estos desarrollos han afianzado la doctrina del estado de derecho como parte de la constitución.

## Prevención del crimen
El orden público exige la prevención del delito, así como el aporte de las autoridades, y como tal, no importa por qué medios se logre ni cuáles sean las características de la ley. Este concepto del estado de derecho puede, por tanto, ser apoyado incluso por la dictadura más tiránica. Tal régimen puede permitir el funcionamiento normal de los tribunales entre partes privadas y el cuestionamiento limitado del gobierno dentro del marco dictatorial. Se debate si el estado de derecho puede existir realmente sin democracia. La libertad de expresión y acción parece ser lo que la prevención del delito permite a los ciudadanos; por lo tanto, limitarlo por medios autocráticos se ha considerado incompatible con el estado de derecho. Sin embargo, el panorama es mucho más claro en la otra dirección: para que la democracia prospere, se debe respetar el estado de derecho (en este sentido limitado).

## Forma jurídica
Las autoridades públicas deben actuar dentro de la ley que se les asigna, un segundo enfoque del estado de derecho. Cualquier acción tomada fuera de la ley es ultra vires y no puede ser sancionada por los tribunales. Entick v Carrington fue un caso histórico en términos de la ley inglesa, con el famoso dicho de Camden LJ: «Si esto es ley, se encontraría en nuestros libros, pero nunca existió tal ley en este país». Joseph Raz identifica al gobierno que sigue la ley como una tautología : si la voluntad de quienes están dentro del gobierno se expresara fuera de sus limitaciones legales, ya no actuarían como el gobierno. Por lo tanto, caracteriza este argumento de forma legal como uno de mera obediencia a la ley; garantizar que los que están en el gobierno sigan las leyes como deben hacerlo los que están fuera de él. Rechaza eso como la única concepción del estado de derecho. En el caso de 2008 de R v Secretary of State for Foreign and Commonwealth Affairs, ex parte Bancoult (No 2), una minoría de jueces determinó que una orden del Consejo del gobierno británico no tenía base jurídica en la apelación final. Se pueden otorgar poderes adicionales a los actores en nombre del gobierno solo a través del parlamento. En el Reino Unido, las sanciones por apartarse de estas reglas vienen a través de un procedimiento judicial ordinario; en otros países pueden asignarse a tribunales designados.  Los departamentos gubernamentales son directamente responsables de los daños causados por sus actos; sin embargo, el soberano conserva inmunidad judicial. Esta inmunidad es más amplia que el hecho de que el jefe de Estado de otros países, por ejemplo, el Presidente de los Estados Unidos, pueda ser acusado y luego juzgado. En M v Home Office se determinó que el ministro del Interior era responsable de desacato al tribunal. Por otra parte, las leyes del Parlamento que contravenga los derechos básicos —como la detención indefinida sin juicio de sospechosos de terrorismo— siempre de acuerdo con este concepto del estado de derecho.
Esto es identificado por Dicey como parte de su primera concepción: «un hombre con nosotros puede ser castigado por una infracción de la ley, pero no puede ser castigado por nada más».

## Contenido sustantivo
Cualquier versión sustantiva del estado de derecho, tal como se aplica al Reino Unido, plantea preguntas normativas sobre las reglas que debe regir el gobierno, en lugar de simplemente asegurarse de que sigue aquellas bajo las que se rige. Por lo tanto, es probable que se invoque el estado de derecho al considerar poderes controvertidos del gobierno que se desvían de los precedentes, se apartan de la Convención Europea de Derechos Humanos, tal como figura en la Ley de Derechos Humanos de 1998, y abren nuevos caminos legislativos.
Esta interpretación es particularmente controvertida. Si el imperio de la ley debe hacer cumplir derechos «constitucionales» o «fundamentales» específicos, es difícil decidir cuáles deberían ser. Entre ellas se encuentran cuestiones de si ideas como el derecho a no ser retenido indefinidamente sin juicio, considerado contrario a la Convención en A v Home Secretary, podrían alguna vez considerarse apropiadas si las circunstancias cambiaran. En R. ex parte (Corner House Research) v Director of the Serious Fraud Office (2008), se consideró que el jefe de la fiscalía pública acusada permitía que las consideraciones de seguridad nacional prevalecieran sobre una investigación exhaustiva sobre el presunto soborno en ciertas transacciones de armas, que es que la desviación de la aplicación completamente igualitaria de la ley (incluida su aplicación a la Corona) para proteger la vida puede resultar en una violación percibida del estado de derecho moderno. 
Trevor Allan ve el estado de derecho como, principalmente, un vehículo para la protección de derechos contra la «usurpación legislativa irresponsable» frente a un gobierno con una gran autoridad, respaldado (normalmente) por una mayoría significativa en la Cámara de los Comunes. El estado de derecho se contrasta con el gobierno de los hombres, y el poder arbitrario que un hombre puede ejercer sobre el otro — el pueblo necesita protección del gobierno. Esto lo lleva a apoyar las características «centrales» del estado de derecho, incluido el gobierno que actúa dentro de su autoridad legal. Al señalar que esto no es incompatible con amplios poderes discrecionales por parte del gobierno, Allan luego acepta la queja de Raz, a continuación, de que una definición demasiado amplia es exponer una filosofía social completa. En cambio, elige una concepción que no es tan amplia, aunque no tan limitada como la de Raz.

## Oposición al contenido sustantivo
En particular, Joseph Raz ha argumentado que el estado de derecho debería limitarse a los valores formales – aunque los valores formales son más amplios que simplemente mantener la ley y el orden. Estos incluyen la transparencia de la elaboración de leyes, el derecho no retroactivo , la independencia del poder judicial y el amplio acceso a los tribunales, y el derecho a un juicio justo. Sugiere que el estado de derecho se ha convertido en sinónimo de ideales políticos generales, separado de su significado real: «si el estado de derecho es el estado del buen derecho, entonces explicar su naturaleza es exponer una filosofía social completa». En cambio, identifica principios de legislación «abierta y relativamente estable», y leyes por las que el público puede vivir sus vidas. Este concepto es meramente formal, identifica, porque podría lograrse a través de la dictadura, la democracia o cualquier otro medio. Expresa su confianza en que esta concepción no es un enfoque tan restringido como para carecer de sentido.  Raz se basó en ideas similares expresadas por Friedrich Hayek, incluyendo «despojado de todos los tecnicismos, [el estado de derecho] significa que el gobierno en todas sus acciones está sujeto a reglas fijadas y anunciadas de antemano, reglas que hacen posible prever con certeza cómo la autoridad utilizará sus poderes coercitivos en determinadas circunstancias y planificará los asuntos individuales de uno sobre la base de este conocimiento». En cambio, Raz identifica ocho principios: leyes prospectivas, abiertas y claras; leyes relativamente estables; leyes basadas en reglas estables, abiertas, abiertas y claras; la independencia del poder judicial ; los principios de la justicia natural (poder judicial imparcial); revisión judicial de la implementación; tribunales accesibles; y ninguna perversión de la ley por la discreción policial. Sin embargo, considera que la lista está incompleta.